# Imabari Shipbuilding
Imabari Shipbuilding (яп. 今治造船) — крупнейшая японская судостроительная компания, третий по величине производитель судов в мире после Hyundai Heavy Industries и Daewoo Shipbuilding & Marine Engineering, занимает 6,6 % мирового рынка. Основана в 1901 году. Строит и ремонтирует различные типы судов. Компании принадлежит 10 из 34 верфей в Японии, расположенных на островах Хонсю, Кюсю, Сикоку, Осима, Касадосима, Иваги, Хакатадзима во Внутреннем Японском море. Производит более 90 судов ежегодно. С 1956 года построила более 2550 судов. Штаб-квартира находится в районе Коура (小浦町) города Имабари, отделы продаж и маркетинга — в офисе токийского филиала в Юраку в специальном районе Тиёда в Токио, имеет офис в World Trade Center в деловом районе Зёйдас в Амстердаме. Компания является частной, принадлежит семье Хигаки. Владелец компании Тосиюки Хигаки (檜垣 俊幸), президент — его сын Юкито Хигаки (檜垣 幸人), вице-президент Такуми Хигаки (檜垣 巧), старший исполнительный директор — Кадзуюки Хигаки (檜垣 和幸.
Юкито Хигаки также является президентом дочерней судоходной компании Shoei Kisen Kaisha, Ltd., которой принадлежит флот автовозов, контейнеровозов и других судов, которые фрахтуют компании Ян Мин Хай Юнь, Evergreen Group и другие компании.

## История
Компанию основал в 1901 году Тамэдзи Хигаки, прадед нынешнего президента Юкито Хигаки.
В 1942 году все верфи в окрестностях Имабари и уезде Оти в префектуре Эхиме объединены в компанию Imabari Shipbuilding Co., Ltd.
В 1956 году построено первое стальное судно Fuji Maru (冨士丸) по заказу Ehime Kaiun Co., Ltd. для компании K Line. В 1982 году построено 500-е судно с 1956 года. В 1997 году построено 1000-е судно с 1956 года. В 2012 году на верфи в Сайдзё построен балкер Cape Lily, который стал 2000-м судном построенным компанией с 1956 года.
В 1958 году построено здание площадью 60 000 квадратных метров для штаб-квартиры и верфи Имабари. В 1970 году начато и в 1971 году завершено строительство предприятия Marugame Headquarters, способного строить суда до 100 000 т дедвейт и ремонтировать суда до 150 000 т дедвейт. В 1984 году приобретён участок площадью 600 000 квадратных метров в Сайдзё. В 1993 году построена верфь Сайдзё. В 1995 году завершена первая очередь завода по производству блоков корпуса в Сайдзё. В 2000 году завершена вторая очередь строительства большого сухого дока в Сайдзё, в нём построен первый балкер Corona Frontier. В 2002 году завершено строительство нового сухого дока в Koyo Dockyard Co., Ltd., начато строительство газовозов, завершено строительство нового сухого дока в Iwagi Zosen Co., Ltd. В 2017 году построен новый сухой док на предприятии Marugame Headquarters.
В 1966 году построено первое грузовое судно серии Sankyu Maru (第一山久丸). В 1972 году построено первое океанское судно Hourai Maru (ほうらい丸). В 1974 году построен крупнотоннажный танкер Astro Pegasus (アストロペガサス). В 1977 году построен автовоз на 5000 автомобилей, крупнейший на то время в мире. В 1982 году построено крупнотоннажное судно для перевозки известняка Shiromine Maru (白峰丸). В 1983 году построено первое судно для перевозки метанола Kozan Maru (甲山丸). В 1985 году построен крупнотоннажный контейнеровоз (на 2000 контейнеров) California Venus. В 1988 году построен крупнотоннажный контейнеровоз (на 3600 контейнеров) Kaga (加賀). В 1993 году построен первый японский ролкер Hokuren Maru (ほくれん丸) на 100 автомобилей с длиной шасси 12 м и судно для перевозки известняка Hachinohe Maru (八戸丸). В 1995 году построен первый рефрижератор типа Crown Emerald, первый контейнеровоз типа панамакс (на 4800 контейнеров) La Loire (ラ・ロアール). В 2001 году построен первый крупнотоннажный танкер (VLCC) на 300 000 т дедвейт Mogamigawa (最上川). В 2008 году построен первый газовоз Trinity Arrow на 154 000 м³, контейнеровоз на 8100 контейнеров MOL Cosmos. В 2015 году построен для компании K Line контейнеровоз Millau Bridge, первый в серии на 14 000 контейнеров и крупнейший в Японии. В 2018 году построен Castillo de Merida, газовоз на 176 000 м³. В 2018 году построены первые в Японии пассажирские ролкеры Orange Ehime (яп. おれんじ えひめ) и Orange Osaka (яп. おれんじ おおさか).
В 1967 году открыт офис в Токио. В 1976 году открыт офис представительства в Гонконге. В 1982 году открыт офис в Кобе. В 1982 году преобразован токийский офис в офис токийского филиала. В 1995 году закрыт офис в Кобе. В 2007 году открыт офис в Амстердаме.
В 1979 году к Imabari Shipbuilding присоединились компании Imai Shipbuilding Co., Ltd. и Nishi Shipbuilding Co., Ltd. В 1983 году к Imabari Shipbuilding присоединилась компания Iwagi Zosen Co., Ltd. В 1986 году к Imabari Shipbuilding присоединилась компания Koyo Dockyard Co., Ltd. В 1993 году к Imabari Shipbuilding присоединилась компания Shin Yamamoto Shipbuilding Co., Ltd. В 2001 году к Imabari Shipbuilding присоединилась компания Hashihama Dockyard Co., Ltd. В 2005 году к Imabari Shipbuilding присоединилась компания Shin Kasado Dockyard Co., Ltd., а также компания Watanabe Zosen Co., Ltd., которая была переименована в Shimanami Shipyard Co., Ltd. В 2008 году компании Hashihama Dockyard Co., Ltd. и Nishi Shipbuilding Co., Ltd. объединились в компанию I-S Shipyard Co., Ltd. В 2013 году компании Imabari Shipbuilding и Mitsubishi Heavy Industries (MHI) основали совместное предприятие MI LNG Co.,Ltd. В 2014 году поглощена компания Koyo Dockyard Co.,Ltd., капитал увеличился до 30 миллиардов иен. В 2015 году к Imabari Shipbuilding присоединилась компания Tadotsu Shipyard Co.,Ltd.
В 1996 году открыт отель Imabari Kokusai Hotel.
В 1990 году построен Stellar Beny, первый балкер серии 28BC («Imabari 28») на 28 000 т дедвейт. В марте 2009 года построен 100-й балкер серии 28BC на 28 000 т дедвейт. В 2012 году на верфи I-S Shipyard построен King Rice, 200-й балкер серии 28BC на 28 000 т дедвейт.
В 2010 финансовом году построено 101 судно.
В 2015 году построен 100-й балкер серии I-STAR 61BC на 61 000 т дедвейт.
В 2017 году построен MOL Truth, самый большой контейнеровоз в мире на 20 000 контейнеров. В 2018 году судну MOL Truth организация Japan Society of Naval Architects and Ocean Engineers (JASNAOE) присудила награду Ship of the Year 2017.
В 2018 году компания Imabari Shipbuilding поглотила компанию Minaminippon Shipbuilding Co., Ltd. 49 % акций были куплены у акционеров: транспортной компании Mitsui O.S.K. Lines и судостроительной компании Mitsui Engineering & Shipbuilding, которым принадлежало 24 % и 25 % акций соответственно.
В 2018 году компания стала мировым лидером по заказам контейнеровозов, получив заказы на 42 контейнеровоза совокупной вместимостью 501 894 контейнеров.
В 2009 году прошла первая выставка Bari-Ship, в 2011 году — вторая выставка Bari-Ship, в 2013 году — третья выставка Bari-Ship, в 2015 году — четвёртая выставка Bari-Ship, в 2017 году — пятая выставка Bari-Ship, в 2019 году — шестая выставка Bari-Ship.

## Производственные мощности

### Верфь Имабари
Верфь Имабари (今治工場, Imabari Shipyard) расположена в районе Коура города Имабари в префектуре Эхиме. Основана 15 января 1942 года. Занимает 145 тысяч квадратных метров. Выпускает балкеры, контейнеровозы, паромы, ролкеры, балкеры с большим процентом раскрытия палубы (OHBC), суда для перевозки навалом руды и медного колчедана, суда для перевозки известняка. Оборудована строительный стапелем (166×28 м) и сухим доком (217×43 м).
- Паром Orange Hope, построенный на верфи Имабари в 2005 году
- Паром Orange 8, построенный на верфи Имабари в 1999 году

### Marugame Headquarters
Предприятие Marugame Headquarters (丸亀事業本部) в районе Сёва (昭和町) города Маругаме в префектуре Кагава является ядром компании по созданию новых технологий. Построено в 1971 году. Занимает площадь 750 000 квадратных метров. Выпускает контейнеровозы, нефтяные танкеры, балкеры, автовозы, лесовозы. Оборудовано сухим доком 270×45 м, сухим доком 370×57 м, сухим доком 610×80 м.
Предприятию принадлежит завод Хорай (蓬莱事業部, Hohrai Factory) в районе Хорай (蓬莱町) по производству труб. Занимает площадь 137 000 квадратных метров. Также предприятию принадлежит завод Ниси-Тадоцу (西多度津事業部, Nishi Tadotsu Factory) в районе Нисиминато (西港町) города Тадоцу по производству блоков корпуса. Занимает площадь 343 000 квадратных метров.

### Верфь Сайдзё
Верфь Сайдзё (西条工場, Saijo Shipyard) в районе Хиути (ひうち) города Сайдзё в префектуре Эхиме построена в 1993 году. Занимает площадь 645 000 квадратных метров. Выпускает газовозы, контейнеровозы, нефтяные танкеры, рудовозы, балкеры. Оборудована сухим доком 420×89 м и тремя крупнейшими в мире 800-тонными кранами.
Также предприятию принадлежит солнечная электростанция «Восточный Хиути» (東ひうち) мощностью 17 МВт, крупнейшая в регионе Сикоку. Построена в 2014 году. Площадь солнечных батарей 190 000 квадратных метров. Состоит из 68 500 панелей производства Sharp. Электростанция занимает площадь 1 100 000 квадратных метров.

### Верфь Хиросима
Верфь Хиросима (広島工場, Hiroshima Shipyard) в районе Сайдзакинодзи (幸崎能地) города Михара в префектуре Хиросима специализируется на крупнотоннажных судах. Принадлежала судостроительной компании Koyo Dockyard Co., Ltd., присоединившейся к Imabari Shipbuilding в 1986 году и поглощённой 1 февраля 2014 года. Занимает площадь 516 000 квадратных метров. Выпускает газовозы, контейнеровозы, нефтяные танкеры, балкеры. Оборудована сухим доком 378×59 м и сухим доком 382×56 м.
- Koyo Dockyard Co., Ltd.
- Балкер Alpha Gallant, построенный на верфи Хиросима в 2016 году

### Iwagi Zosen Co., Ltd.
Компания Iwagi Zosen Co., Ltd. (岩城造船) на острове Иваги в городе Камидзима в уезде Оти в префектуре Эхиме специализируется на строительстве специальных грузовых судов. Основана 25 мая 1971 года. В 1983 году стала дочерней компанией Imabari Shipbuilding. Занимает площадь 104 000 квадратных метров. Выпускает балкеры, лесовозы, нефтяные танкеры, химические танкеры для перевозки метанола. Оборудована сухим доком 215×38 м.

### Shimanami Shipyard Co., Ltd.
Компания Shimanami Shipyard Co., Ltd. (しまなみ造船) в районе Иката (伊方) на острове Хакатадзима в городе Имабари в префектуре Эхиме специализируется на строительстве судов среднего размера. Основана 1 апреля 2005 года. Занимает площадь 90 000 квадратных метров. Выпускает балкеры. Оборудована строительным стапелем 200×34 м.

### Shin Kasado Dockyard Co., Ltd.
Компания Shin Kasado Dockyard Co., Ltd. (新笠戸ドック) на острове Касадосима в городе Кудамацу в префектуре Ямагути основана 1 апреля 1988 года. В 2005 году присоединилось к Imabari Shipbuilding. Занимает площадь 216 000 квадратных метров. Выпускает балкеры. Оборудована сухим доком 255×50 м и ремонтным доком 227×37 м.

### I-S Shipyard Co., Ltd.
Компания I-S Shipyard Co., Ltd. (あいえす造船) расположена на острове Осима в месте Хондзё (本庄) района Йосиуми города Имабари в префектуре Эхиме. Занимает площадь 107 000 квадратных метров. Также компания занимает площадь 17 000 квадратных метров в районе Сунаба (яп. 砂場町). Выпускает балкеры и паромы. Оборудована сухим доком 212×36 м.

### Tadotsu Shipyard Co., Ltd.
Компания Tadotsu Shipyard Co., Ltd. (多度津造船) расположена в районе Хигасиминато (東港町) посёлка Тадоцу в уезде Накатадо в префектуре Кагава. Основана 27 марта 2013 года. Занимает площадь 400 000 квадратных метров. Выпускает балкеры и лесовозы. Оборудована сухим доком 380×60 м.

### Minaminippon Shipbuilding Co.,Ltd.
Компания Minaminippon Shipbuilding Co.,Ltd. (南日本造船) расположена в районе Аодзаки (青崎) города Оита в префектуре Оита. Основана 14 марта 1974 года. Присоединилась к Imabari Shipbuilding в 2018 году. Верфь Ozai Shipyard занимает площадь 227 000 квадратных метров. Верфь Shitanoe Shipyard занимает площадь 62 000 квадратных метров в районе Ура (浦) города Усуки в префектуре Оита. Завод Oita Works в районе Нисиносу (西ノ洲) занимает площадь 56 000 квадратных метров. Выпускает балкеры, контейнеровозы, нефтяные и химические танкеры, автовозы. Оборудована сухим доком 321×51 м и сухим доком 295×51 м.

### Верфь Тоё
Верфь Тоё (東予工場, Toyo Works) в Имадзайке (今在家) в районе Тоё города Сайдзё в префектуре Эхиме выпускает океанские яхты.